# Ијан Макелен
Сер Ијан Мари Макелен (енгл. Sir Ian Murray McKellen; Бернли, 25. мај 1939) британски је глумац. Прославио се глумећи у светски популарној франшизи „Икс-људи” у улози антагонисте Магнета, као и у оригиналној трилогији„ Господар прстенова” и серијалу „Хобит” где је тумачио чаробњака Гандалфа. Остварио је значајне улоге у филму Ричард трећи из 1995. где је тумачио насловну улогу, и Да Винчијевом коду као Сер Ли Тибинг, историчар Светог грала.
Макелен је такође светски признат позоришни глумац, тумач многих улога чији је творац Вилијам Шекспир.

## Сексуалност
Своју прву хомосексуалну везу започео је 1964. године са Брајаном Тејлором, наставником историје из Болтона. Ово партнерство завршило се 1972. године. Са својим другим партнером, Мекелен је провео следећу деценију, почевши од 1978. године. Иако се њихов љубавни однос свршио 1988, остали су у релативно добрим односима, и у познијим годинама пословно сарађивали на представама и заједничким средствима купили издавачку кућу.
Иако Макенлен никада није прикривао своју сексуалну оријентацију од колега и сарадника, јавно се декларисао тек  1988. у програму радија Би-Би-Си. Оно што је навело Мекелна на овај, по његову каријеру ризичан потез, био је контроверзни Члан 28 који је у том тренутку био на разматрању, потоње и усвојен од стране Британског парламента.  Намена члана 28 била је општа забрана локалним управама да хомосексуалност, или било који садржај везан за овај појам, пропагира као јавно прихватљиву тему.
На завршној церемонији Геј игара, спортској манифестацији паралелној Олимпијади, за 1994. годину, Мекелен се обратио посматрачима: „Ја сам Сер Ијан Макелен, али ме ви можете звати Серена.” Овај надимак му је доделио Стивен Фрај.
Макелен се и данас бави ЛГБТ+ активизмом, кампањама и лобирањем.

## Филмографија
| Улоге Ијана Макелена |                                     |                                                   |                             | |
| Година               | Српски назив                        | Изворни назив                                     | Улога                       | Напомена |
| 1969.                | Обећање                             |                                                   | Леондик                     | |
| 1969.                | Алфред Велики                       |                                                   | Роџер                       | |
| 1969.                | Додир љубави                        |                                                   | Џорџ Метјуз                 | |
| 1981                 | Свештеник љубави                    |                                                   | Лоренс                      | |
| 1982.                | Скарлетна видовчица                 |                                                   | Пол Шовлен                  | |
| 1983.                | Забрањена тврђава                   |                                                   | др Теодор Кјуза             | |
| 1985.                | Обиље                               |                                                   | сер Ендру Чарлсон           | |
| 1985.                | Зина                                |                                                   | Артур Кронфелд              | |
| 1989.                | Скандал                             |                                                   | Џон Профјумо                | |
| 1993.                | Шест степени раздвајања             |                                                   | Џофри Милер                 | |
| 1993.                | Балада о малој Џо                   |                                                   | Перси Коркоран              | |
| 1993.                | Последњи акциони херој              |                                                   | Смрт                        | |
| 1994.                | Вредно смрти                        |                                                   | наратор (глас)              | |
| 1994.                | Сенка                               |                                                   | др Рајнхарт Лејн            | |
| 1994.                | Учинићу све                         |                                                   | Џон Ерл Мекалпајн           | |
| 1995.                | Рестаурација                        |                                                   | Вил Гејтс                   | |
| 1995.                | Ричард III                          |                                                   | Ричард III                  | номинација - Златни глобус за најбољег главног глумца у играном филму (драма) номинација - БАФТА за најбољег глумца у главној улози |
| 1995.                | Џек и Сара                          |                                                   | Вилијам                     | |
| 1997.                | Бродоломници љубави                 |                                                   | др Џејмс Кенеди             | |
| 1997.                | Другачији                           |                                                   | ујак Фреди                  | |
| 1998.                | Савршени ученик                     |                                                   | Курт Дасендер               | Награда Сатурн за најбољу споредну мушку улогу (филм) |
| 1998.                | Богови и чудовишта                  |                                                   | Џејмс Вејл                  | Награда Удружења телевизијских филмских критичара за најбољег глумца у главној улози Награда Националног одбора критичара за најбољег глумца Британска независна филмска награда за најбољег глумца у главној улози номинација - Оскар за најбољег главног глумца номинација - Златни глобус за најбољег главног глумца у играном филму (драма) номинација - Награда Удружења филмских глумаца за најбољег глумца у главној улози номинација - Награда Сателит за најбољег глумца у главној улози |
| 2000.                | Икс-мен                             |                                                   | Ерик Леншер/Магнето         | |
| 2000.                | Циркус Сунца: Људско путовање       |                                                   | наратор (глас)              | |
| 2001.                | Господар прстенова: Дружина прстена | The Lord of the Rings: The Fellowship of the Ring | Гандалф Сиви                | Награда Удружења филмских глумаца за најбољег глумца у споредној улози Награда Сатурн за најбољу споредну мушку улогу (филм) номинација - Оскар за најбољег глумца у споредној улози номинација - БАФТА за најбољег глумца у главној улози номинација - Награда Сателит за најбољег глумца у споредној улози номинација - Награда Удружења филмских глумаца за најбољу филмску поставу |
| 2002.                | Господар прстенова: Две куле        | The Lord of the Rings: The Two Towers             | Гандалф Сиви/Гандалф Бели   | номинација - Награда Удружења филмских глумаца за најбољу филмску поставу |
| 2003.                | Господар прстенова: Повратак краља  | The Lord of the Rings: The Return of the King     | Гандалф Бели                | Награда Удружења телевизијских филмских критичара за најбољу филмску поставу номинација - БАФТА за најбољег глумца у споредној улози номинација - Награда Сатурн за најбољу споредну мушку улогу (филм) номинација - Награда Удружења филмских глумаца за најбољу филмску поставу |
| 2003.                | Емил                                |                                                   | Емил                        | |
| 2003.                | Икс-мен 2                           |                                                   | Ерик Леншер/Магнето         | |
| 2004.                | Осамнаест                           |                                                   | Џејсон Ендерс               | |
| 2005.                | Мало сутра                          |                                                   | Габријел Финч               | |
| 2005.                | Азил                                |                                                   | др. Питер Клив              | |
| 2005.                | Магична вртешка                     |                                                   | Зибиди (глас)               | |
| 2006.                | Пусти воду да мишеви оду            |                                                   | Жабац (глас)                | |
| 2006.                | Икс-мен 3: Последње упориште        |                                                   | Ерик Леншер/Магнето         | |
| 2006.                | Да Винчијев код                     |                                                   | сер Ли Тибинг               | |
| 2007.                | Звездана прашина                    |                                                   | наратор                     | |
| 2007.                | Златни компас                       |                                                   | Јорек Бирнисон (глас)       | |
| 2012.                | Хобит: Неочекивано путовање         |                                                   | Гандалф Сиви                | номинација - Награда Сатурн за најбољу споредну мушку улогу (филм) |
| 2013.                | Вулверин                            |                                                   | Ерик Леншер/Магнето         | камео |
| 2013.                | Хобит: Шмаугова пустошења           |                                                   | Гандалф Сиви                | |
| 2014.                | Икс-мен: Дани будуће прошлости      |                                                   | старији Ерик Леншер/Магнето | |
| 2014.                | Хобит: Битка пет армија             |                                                   | Гандалф Сиви                | |
| 2015.                | Господин Холмс                      |                                                   | Шерлок Холмс                | |
| 2017.                | Лепотица и звер                     |                                                   | Часворт                     | |
| 2019.                | Мачке                               |                                                   | Аспарагус                   | |
| 2026.                | Осветници: Судњи дан                |                                                   | Ерик Леншер/Магнето         | |